# نادي إكراناس
إكراناس هو نادي كرة قدم في ليتوانيا تأسس في 1964. وأغلق في 2014 بسبب مشاكل مالية.